# Constantin Rădulescu-Motru
Constantin Rădulescu-Motru (Butoiești, 15 febbraio 1868 – Bucarest, 6 marzo 1957) è stato un politico e filosofo rumeno.

## Biografia
Alunno di Titu Liviu Maiorescu, fu per 40 anni docente di filosofia all'università di Bucarest. Fu inoltre fondatore degli Analele de psihologie e degli Studi filozofice.
Diresse dal 1938 al 1941 l'Accademia romena.
Simpatizzante della Germania nazista, avversò i comunisti e venne perseguitato da essi.

## Opere
- F.W.Nietzsche. Viața și filosofia, 1897
- Problemele psihologiei, 1898
- Știință și energie, 1902
- Cultura română și politicianismul, 1904
- Psihologia martorului, 1906
- Psihologia industriașului, 1907
- Puterea sufletească; Psihologia ciocoismului, 1908
- Poporanismul politic și democrația conservatoare; Naționalismul cum se înțelege. Cum trebuie să se înțeleagă, 1909
- Sufletul neamului nostru. Calități bune și defecte, 1910
- Din psihologia revoluționarului, 1919
- Rasa, cultura și naționalitatea în filosofia istoriei, 1922
- Curs de psihologie, 1923
- Țărănismul. Un suflet și o politică, 1927
- Învățământul filosofic în România; Centenarul lui Hegel; Psihologie practică, 1931
- Vocația, factor hotărâtor în cultura popoarelor, 1932
- Ideologia statului român, 1934
- Românismul. Catehismul unei noi spiritualităși, 1936
- Psihologia poporului român, 1937
- Timp și destin, 1940
- Etnicul românesc. Comunitate de origine, limbă și destin, 1942